# Mistrovství světa v alpském lyžování 2007

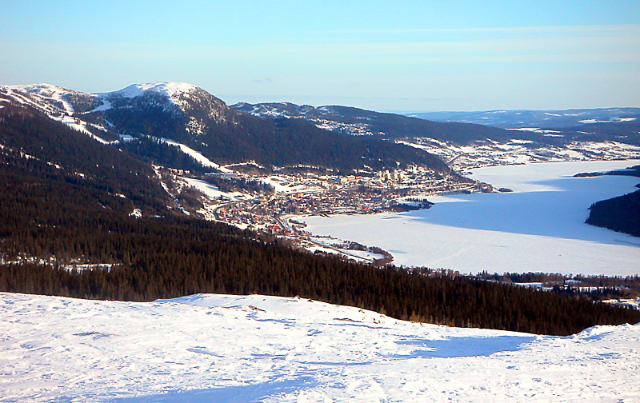
Pohled na jezero Åre z lyžařského areálu

39. Mistrovství světa v alpském lyžování 2007 se uskutečnilo ve švédském Åre mezi 3. únorem a 18. únorem 2007. Åre se nachází v Jämtlandu, 98 km od města Östersund. Mistrovství patřilo mezi největší události švédského zimního sportu, účastnilo se ho 350 závodníků z 60 zemí. FIS rozhodla o konání mistrovství v Åre v roce 2002 – protikandidáty byly francouzské Val-d'Isère a norský Lillehammer. V Åre se již konalo Mistrovství světa v alpském lyžování 1954.

## Medailisté

### Muži
| Soutěž                 | Zlato              | Stříbro         | Bronz                |
| Sjezd detaily          | Aksel Lund Svindal | Jan Hudec       | Patrik Järbyn        |
| Slalom detaily         | Mario Matt         | Manfred Moelgg  | Jean-Baptiste Grange |
| Obří slalom detaily    | Aksel Lund Svindal | Daniel Albrecht | Didier Cuche         |
| Super-G detaily        | Patrick Staudacher | Fritz Strobl    | Bruno Kernen         |
| Superkombinace detaily | Daniel Albrecht    | Benjamin Raich  | Marc Berthod         |

### Ženy
| Soutěž                 | Zlato           | Stříbro                     | Bronz             |
| Sjezd detaily          | Anja Pärsonová  | Lindsey Kildowová           | Nicole Hospová    |
| Slalom detaily         | Šárka Záhrobská | Marlies Schildová           | Anja Pärsonová    |
| Obří slalom detaily    | Nicole Hospová  | Maria Pietiläová Holmnerová | Denise Karbon     |
| Super-G detaily        | Anja Pärsonová  | Lindsey Kildowová           | Renate Götschlová |
| Superkombinace detaily | Anja Pärsonová  | Julia Mancusová             | Marlies Schildová |

### Družstva
| Soutěž                  | Zlato | Stříbro                                                                                     | Bronz                                                                                         |
| Soutěž družstev detaily | Rakousko Renate Götschlová Michaela Kirchgasserová Marlies Schildová Mario Matt Benjamin Raich Fritz Strobl | Švédsko Anna Ottosson Anja Pärsonová Jens Byggmark Patrik Järbyn Markus Larsson Hans Olsson | Švýcarsko Sandra Gini Rabea Grand Nadia Styger Fabienne Suterová Daniel Albrecht Marc Berthod |

## Muži

### Super G
Závod v superobřím slalomu se původně měl uskutečnit 3. února, kvůli nepřízni počasí byl přesunut na pondělí 5. února, ale až v úterý se počasí umoudřilo a dovolilo závodníkům super G absolvovat. V době konání závodu se teplota pohybovala kolem −15 °C.
První zlatou medaili z tohoto mistrovství světa si překvapivě odnesl šestadvacetiletý Ital Patrick Staudacher, pro kterého to byl nejen první titul, ale vůbec první umístění na stupních vítězů na světových závodech, kde skončil nejlépe 5., přímo v superobřím slalomu jen nejlépe osmý. V pořadí druhý 34letý olympijský vítěz ve sjezdu, Fritz Strobl z Rakouska, připsal podíl na úspěchu kvalitě sjezdovky, která se postupem času nelepšila, a vysokým startovním číslům favoritů. Těm se v závodě nedařilo a pro medaile si dojeli specialisté na sjezd. Mezi ně lze počítat i třetího Bruna Kernena, švýcarského mistra světa ve sjezdu z roku 1997, pro nějž je to čtvrtá medaile z MS a první ze superobřího slalomu. Favorizovaný americký obhájce zlata Bode Miller při agresívní jízdě chyboval, ve střední části trati ztratil rychlost při těsném nájezdu na branku a dokončil až na 24. pozici.
Z celkem 69 účastníků jich 5 závod nedokončilo, mezi nimi i český reprezentant Petr Záhrobský. Ze zbylých tří českých závodníků se nejlépe umístil na 36. místě Ondřej Bank.
- 6. únor 2007 10:00 CET – 11:43 CET
- Sjezdovka 1820 m
- Start 929 m
- Cíl 396 m
- Převýšení 533 m
- 36 branek (z toho 32 točných) postavil H. Flatscher ze Švýcarska

### Superkombinace
Poprvé na mistrovství světa se jela tzv. superkombinace, v níž na sjezd navazuje pouze jedno kolo superobřího slalomu. Na start nastoupilo 69 závodníků, obě kola platně dokončilo pouze 36.
Vítěz sjezdu Bode Miller jel slalom opatrně a skončil bez medailí, zlatou medaili naopak získal 7. ze sjezdu Švýcar Daniel Albrecht, který svůj náskok 0,58 s před obhájcem titulu a špičkovým rakouským slalomářem Raichem těsně udržel, byť se mu smrskl na pouhých 8 setin sekundy. Závod byl velkým úspěchem pro švýcarské reprezentanty, kromě 1. místa získali zásluhou Marca Berthoda ještě bronzovou medaili a zbylí dva obsadili 4. a 8. místo.
Ondřej Bank se celkově umístil desátý, přestože po pádu v první části závodu, v závěru sjezdu, proťal cílovou čáru na zádech a s jedinou lyží.
- 8. únor 2007
- Sjezd:
  - Startovací čas 12:30 CET
  - Sjezdovka Olympia, 2880 m
  - Start 1152 m
  - Cíl 396 m
  - Převýšení 756 m
  - 34 branek postavil H. Schmalzl
- Slalom:
  - Startovací čas 16:00 CET
  - Start 615 m
  - Cíl 396 m
  - Převýšení 219 m
  - Trať postavil R. Gstrein z Rakouska

### Sjezd
Závod ve sjezdu byl odložen na neděli kvůli hustému sobotnímu sněžení. Do rakouské nominace se nevešel Christoph Gruber, přestože vyhrál první trénink 7. února. Závod byl od počátku poznamenán mlhou, jeho start musel být o dvacet minut odložen než se viditelnost na spodní části trati trochu zlepšila. Po odjetí 11 závodníků byl z téhož důvodu opět na několik minut přerušen. Z 56 závodníků ze startovní listiny dokončilo závod 48.
Titul získal Nor Aksel Lund Svindal, který v době šampionátu vedl v celkovém pořadí světového poháru. Překvapivě stříbrný byl Čechokanaďan Jan Hudec, rodák ze Šumperka, který do té doby v závodech na světové úrovni získal nanejvýš 7 místo, bronz připadl 37letému domácímu veteránovi Järbynovi. Medailistům, zejména Hudcovi a Järbynovi z první poloviny úvodní 11členné skupiny závodníků, přály dobré podmínky, naopak řada favoritů doplatila na sníženou viditelnost. Obhájce titulu Bode Miller se musel spokojit se sedmým místem, nejlepší z Rakušanů byl až osmý Scheiber, Hermann Maier obsadil třinácté místo.
Z českých reprezentantů byl nejlepší Ondřej Bank, Petr Záhrobský skončil 4 místa za ním, původně zapsaný Filip Trejbal nenastoupil na start.
- 11. únor 2007
- Sjezdovka Olympia, 2922 m
- Start 1240 m
- Cíl 396 m
- Převýšení 844 m
- 35 branek postavil H. Schmalzl

### Obří slalom
Nor Aksel Lund Svindal získal v obřím slalomu svou druhou zlatou medaili na tomto MS, když ze 4. místa v 1. jízdě dokázal dotáhnout ztrátu 0,23 s na vedoucího Švýcara Daniela Albrechta, ba dokonce ho ještě předstihnout o 0,48 s. Jízdu si sám pochválil jako téměř bezchybnou. Třetí skončil rovněž Švýcar Didier Cuche.
Český reprezentant Ondřej Bank obsadil 17. příčku, když oproti prvnímu kolu klesl o jedno místo. Všichni Rakušané
skončili až za ním, včetně obhájce titulu Hermanna Maiera. Ten tak poprvé odjel z mistrovství světa bez medaile. Z českých závodníků dokázal dokončit závod ještě Petr Záhrobský, Filip Trejbal i Kryštof Krýzl vypadli v 1. kole. Z celkem 75 závodníků přihlášených do závodu dokončilo platně obě jízdy 45.
- 14. únor 2007
- Start 812 m n. m.
- Cíl 396 m n. m.
- Převýšení 416 m
- Start 1. kola 10:00 CET
  - 1. kolo s 50 brankami (z toho 47 točnými) postavil A. Prenn ze Švédska
- Start 2. kola 13:00 CET
  - 2. kolo se 49 brankami (z toho 47 točnými) postavil M. Morin z USA

### Slalom
Vítězem v slalomu se stal sedmadvacetiletý Mario Matt, který tak přinesl rakouským barvám dlouho očekávanou zlatou medaili. Po MS ve Svatém Antonu v roce 2001 je to jeho druhý titul v této alpské disciplíně. Už první jízdu se prosadil s velkým náskokem 1,14 s před tehdy druhým Felixem Neureutherem a byl nejrychlejší i ve druhém kole, takže jej od stříbrného Itala Mafreda Mölgga nakonec dělil drtivý odstup 1,81 sekundy. Třetí místo obsadil Francouz Jean-Baptiste Grange.
Závod byl poznamenán řadou pádů a lyžařských chyb, které vyřadily i mnoho favoritů. Domácí Jens Byggmark, Ital Giorgio Rocca, Američané Bode Miller a Ted Ligety, švýcarský medailista Daniel Albrecht i Nor Aksel Lund Svindal skončili už po prvním kole, stejně jako tři z českých závodníků, takže nakonec byl z české reprezentace klasifikován pouze celkově 16. Filip Trejbal.
Ve druhém kole pády pokračovaly a vedle po prvním kole druhého Němce Felixe Neureuthera se jízdu nepodařilo dokončit ani Švédům André Myhrerovi a Markusu Larssonovi, Finu Kalle Palanderovi či Chorvatu Ivicovi Kosteličovi. Obě kola absolvovalo 47 závodníků ze 75, hodnoceno však bylo jen prvních 25.
- 17. únor 2007
- Start 615 m n. m.
- Cíl 396 m n. m.
- Převýšení 219 m
- Start 1. kola 10:00 CET
  - 71 branek prvního kola postavil M. Gustaffson z Kanady
- Start 2. kola 13:00 CET
  - 70 branek druhého kola postavil C. Ravetto z Itálie

## Ženy

### Super G
Titul v superobřím slalomu obhájila precizní jízdou domácí Anja Pärsonová, které se po operaci kolena do té doby sezóna nedařila a první vítězství v ní proto oslavila „tučňákem“, jízdou po břiše. Svou první medaili na mistrovství světa si vybojovala stříbrná americká závodnice Lindsey Kildowová. Na třetím místě skončila Renate Götschlová, vedoucí závodnice žebříčku FIS v této disciplíně. Výsledek přičetla množství chyb, které v riskantní jízdě udělala.
Závod dokončilo 34 závodnic ze 43členné startovní listiny. Z českých reprezentantek se účastnila pouze Lucie Hrstková, která skončila na 29. místě.
- 6. únor 2007
- Startovací čas 12:30 CET
- Sjezdovka VM Strecke, 1903 m
- Start 971m
- Cíl 396 m
- Převýšení 575 m
- 39 branek (z toho 36 točných) postavil J. Graller z Rakouska

### Superkombinace
Stejně jako u mužů měla superkombinace žen na mistrovství světa premiéru. V této disciplíně na sjezd navazuje pouze jedno kolo superobřího slalomu. Na startovací listině bylo 45 závodnic z 16 zemí, obě jízdy korektně absolvovalo 28 z nich.
Zlatou medaili získala domácí Anja Pärsonová, která svým druhým titulem v řadě potvrdila výbornou formu. Základem úspěchu byl náskok z vítězství ve sjezdu, který už slalomářky nedokázaly dotáhnout. Druhá Američanka Julia Mancusová prokázala vyrovnaný výkon v obou částech kombinace, když ve sjezdu zaostala za vedoucí závodnicí o 0,95 s a ve slalomu o 0,92 s. Třetí místo obsadila vítězka slalomu Marlies Schildová.
Čtvrtá, dvě desetiny za medailovým umístěním, skončila česká reprezentantka Šárka Záhrobská, které jedenácté místo ze sjezdu dovolilo ve slalomu, své nejlepší disciplíně, útočit na medailové pozice. Na trati, kterou stavěl její otec, ji sice překonala o pouhých 16 setin jen Schildová, ale na medailovou pozici to nestačilo. Čtvrtým místem nicméně vylepšila svou bilanci oproti minulému šampionátu v Santa Catarině, kde byla pátá v tehdy ještě klasické kombinaci s dvoukolovým slalomem.
Na devátou pozici se dostala Slovenka Veronika Zuzulová, která se ve slalomu mohla pochlubit třetím nejlepším časem. Druhá česká lyžařka Lucie Hrstková skončila na 25. místě. Některé záludnosti tratě způsobily problémy i zkušeným závodnicím, druhá ze sjezdu Lindsey Kildowová byla ve slalomu diskvalifikovaná.
- 9. únor 2007
- Sjezd:
  - Startovací čas 12:30 CET
  - Sjezdovka WM Strecke, 1903 m
  - Start 971 m
  - Cíl 396 m
  - Převýšení 575 m
  - Trať postavil J. Tischhauser
- Slalom:
  - Sjezdovka Gästrappet
  - Start 567 m
  - Cíl 396 m
  - Převýšení 171 m
  - Trať postavil P. Záhrobský

### Sjezd
Startovalo 35 sportovkyň z 13 zemí, 5 z nich závod nedokončilo. Češky na startu nebyly.
Výsledky sjezdu se podobaly výsledkům superobřího slalomu.
Zlato si už potřetí ze tří závodů v řadě odnesla domácí suverénka Anja Pärsonová, přestože se kritizovala za množství chyb ve střední části. Druhá Američanka Lindsey Kildowová ztratila čtyři desetiny sekundy. Bronz překvapivě získala rakouská závodnice Nicole Hospová, která zatím na světových závodech ve sjezdu stupňů vítězů nedosáhla.
- 11. únor 2007
- Startovací čas 12:45 CET
- Sjezdovka WM Strecke, 2240 m
- Start 1055 m
- Cíl 396 m
- Převýšení 659 m
- 35 branek postavil J. Tischhauser

### Obří slalom
Na startovní listinu se zapsalo 98 závodnic z 38 zemí, obě jízdy korektně absolvovalo 64 z nich.
Mistryní světa se stala Rakušanka Nicole Hospová. V prvním kole byla sice čtvrtá a ve druhém zvítězila jen o pouhou setinu, ale úspěšnějším soupeřkám z 1. kola se ve 2. kole nedařilo a tak v součtu zvítězila nad druhou domácí Marií Pietilaeovou o 0,85 s, která byla v prvním kole také až na šestém místě. Bronzovou příčku obsadila italská reprezentantka Denise Karbonová, 11. z 1. kola a 4. v kole druhém.
Výbornou jízdou v 1. kole se předvedla česká lyžařka Šárka Záhrobská, která střední část tratě zvládla nejrychleji ze všech a umístila se na 2. příčce. „Šárka začíná předvádět to, co na tréninku,“ komentoval jízdu otec Petr Záhrobský.
Druhou jízdu však pokazila, skončila až 25., což ji odsunulo až na celkové 12. místo. Vedoucí závodnici z 1. kola Julii Mancusové se rovněž nedařilo, skončila pátá a Genevieve Simardová, která se v 1. kole se Záhrobskou s navlas stejným časem dělila o 2. místo, se celkově umístila na desátém místě.
Domácí šampionka Anja Pärsonová, která dominovala předchozím třem závodům, nedokončila druhé kolo.
Další česká závodnice Petra Zakouřilová se umístila na 40. místě, Lucie Hrstková po pádu nedokončila 1. kolo a Eva Kurfürstová v prvním kole skončila 53. a do druhého nenastoupila.
- 13. únor 2007
- Sjezdovka Gästrappet
- Start 796 m n. m.
- Cíl 396 m n. m.
- Start 1. kola 17:00 CET
  - 1. kolo s 46 brankami (z toho 45 točnýma) postavil A. Pärson ze Švédska
- Start 2. kola 20:00 CET
  - 2. kolo se 54 brankami (z toho 51 točnýma) postavil M. Bont z Finska

### Slalom
Šárka Záhrobská přinesla ze závodu ve slalomu Česku vůbec první zlatou medaili v alpském lyžování.
Záhrobská v prvním kole startovala jako třetí a předstihla o 0,12 s domácí favoritku Anju Pärsonovou, která si z předchozích disciplín odnášela už tři zlaté medaile. Čas těchto dvou závodnic pak už nikdo další nepřekonal, na třetím místě se umístila rakouská reprezentantka Marlies Schildová.
Ve druhém kole předstihla ostatní agresívním stylem Chorvatka Ana Jelušičová. Z pátého místa v prvním kole si však odnášela ztrátu 0,67 s, takže si nakonec polepšila jen na 4. místo. Schildová za ní zaostala pouze o 5 setin, což ji spolu s nízkou ztrátou z 1. kola 0,23 s vyneslo do čela průběžného pořadí. Záhrobská startovala jako poslední z elitní třicítky a v horní části na Rakušanku lehce ztrácela, v součtu časů však zvítězila o 0,11 s.
Z ostatních českých reprezentantů se do elitní třicítky vešla jen Petra Zakouřilová, Michaela Smutná se umístila na 40. místě. Lucie Hrstková byla po prvním kole 34., ale nedokončila druhé kolo.
- 16. únor 2007
- Začátek 1. kola 17:00 CET
- Začátek 2. kola 21:00 CET
- 58 branek 1. kola postavil B. Brunner
- 59 branek (58 točných) 2. kola postavil P. Silvestre
- Start 582 m n. m.
- Cíl 396 m n. m.
- Převýšení 186 m

### Soutěž týmů
Na mistrovství světa se tato soutěž jela podruhé. Šestice závodníků z každé země, přinejmenším dva muži a dvě ženy, v ní musí absolvovat celkem 4 super G a čtyři slalomy. V každém jízdě reprezentuje každou zemi jeden závodník, ženy a muži se střídají. Pořadí ze všech osmi kol se sčítá a země s nejmenším součtem vyhrává. Nenastoupí-li závodník na start, odpovídá to poslednímu místu. Nedokončí-li závodník kolo, je-li diskvalifikován nebo je-li jeho výsledný čas horší než 108 % vítězného času, odpovídá to také poslednímu místu, ale ve výsledkové listině je výše než závodníci, kteří nenastoupili na start.
Rakušané ve složení Renate Götschlová, Michaela Kirchgasserová, Marlies Schildová, Mario Matt, Benjamin Raich a Fritz Strobl potvrdili pozici světové jedničky v alpském lyžování, neboť měli titul jistý už před závěrečnou sérií. Mistr světa Mario Matt tak nemusel jet naplno, takže se před něj umístil i český reprezentant Filip Trejbal. V závěru o zbylé dvě medaile bojovala především družstva Švédska a Švýcarska. Švýcar Marc Berthod však slalom nedokončil.
Navzdory únavě z absolvování všech závodů na MS byl z českých sjezdařů nejúspěšnější Ondřej Bank, který vyhrál svou sérii s časem 49,72 s. Šance českého mužstva startujícího jen v pěti kvůli absenci dvou závodníků, především čerstvé mistryně světa Šárky Záhrobské, byly malé. Neúspěch zpečetily výpadky Lucie Hrstkové v super G a Kryštofa Krýzla ve slalomu.
- 18. únor 2007
- Startovací čas pro super G: 10:00 CET
- Startovací čas pro slalom: 13:00 CET

## Přehled medailí
| Pořadí         | Stát           | Zlato | Stříbro | Bronz | Celkově |
| 1              | Rakousko       | 3     | 3       | 3     | 9       |
| 2              | Švédsko        | 3     | 2       | 2     | 7       |
| 3              | Norsko         | 2     | 0       | 0     | 2       |
| 4              | Švýcarsko      | 1     | 1       | 4     | 6       |
| 5              | Itálie         | 1     | 1       | 1     | 3       |
| 6              | Česko          | 1     | 0       | 0     | 1       |
| 7              | USA            | 0     | 3       | 0     | 3       |
| 8              | Kanada         | 0     | 1       | 0     | 1       |
| 9              | Francie        | 0     | 0       | 1     | 1       |
| Medailové sady | Medailové sady | 11    | 11      | 11    | 33      |

## Zúčastněné země
Mistrovství se zúčastnilo 60 zemí: (v závorce je počet sportovců)
| - Andorra (2) - Argentina (1) - Arménie (7) - Austrálie (5) - Belgie (5) - Bosna a Hercegovina (9) - Brazílie (3) - Bulharsko (4) - Chile (4) - Černá Hora (1) - Česko (14) - Čína (10) - Dánsko (6) - Estonsko (2) - Finsko (12) | - Francie (23) - Ghana (1) - Gruzie (3) - Chorvatsko (10) - Írán (9) - Irsko (4) - Island (10) - Itálie (24) - Izrael (1) - Japonsko (6) - Kanada (20) - Kazachstán (7) - Kypr (3) - Kyrgyzstán (7) - Lotyšsko (8) | - Libanon (4) - Lichtenštejnsko (5) - Litva (3) - Lucembursko (2) - Maďarsko (8) - Makedonie (6) - Moldavsko (3) - Monako (1) - Německo (18) - Nizozemsko (4) - Norsko (8) - Nový Zéland (8) - Polsko (6) - Rakousko (26) - Rumunsko (3) | - Rusko (6) - Řecko (2) - San Marino (2) - Senegal (1) - Slovensko (4) - Slovinsko (16) - Srbsko (6) - Španělsko (6) - Švédsko (19) - Švýcarsko (14) - Turecko (4) - Ukrajina (2) - USA (18) - Uzbekistán (4) - Velká Británie (4) |